# Dufourea monardae
Dufourea monardae är en nordamerikansk biart som först beskrevs 1924 av Henry Lorenz Viereck. Arten ingår i släktet solbin (Dufourea) och familjen vägbin. Inga underarter finns listade i Catalogue of Life.

## Beskrivning
Dufourea monardae är ett bi med övervägande svart grundfärg. Pälsen är mycket tunn med ljus färg utom på huvudets övre del hos honan där den är mera gråbrun. Även på hanens tergiter kan det finnas en inblandning av gråbruna hår. Vingarna är halvgenomskinliga med brunaktiga ribbor. Bakkanterna på tergiterna är halvgenomskinligt gulaktiga hos honan, rödaktiga hos hanen. Kroppslängden är omkring 7 mm, något mindre hos hanen.

## Utbredning
Säker förekomst är Wisconsin och Tennessee i USA, även om Discover Lifes utbredningskarta visar större delen av nordöstra USA samt angränsande delar av sydöstra Kanada som utbredningsområde.

## Ekologi
Som alla solbin är arten solitär, honan svarar ensam för omhändertagandet av avkomman. Larvbona byggs under marken; det förekommer att flera honor bygger sina individuella bon i kolonier. Larven övervintrar under jord i sin kokong som vilolarv, och kommer fram på våren som fullbildad insekt.
Arten flyger i juli och augusti, och besöker främst temyntor (Monarda) i familjen kransblommiga växter. Den har dock även iakttagits på andra kransblommiga växter som kattmynta, korgblommiga växter som cikoria, ärtväxter som segelbuskar, slideväxter som boveten samt rosväxter som rosor..